# Carex berggrenii
Carex berggrenii là một loài thực vật có hoa trong họ Cói. Loài này được Petrie publ. 1886 mô tả khoa học đầu tiên năm 1885.
Loài này được tìm thấy ở dãy trung bộ của đảo Bắc. Ở Đảo Nam, loài này thường được tìm thấy rất đông từ Hồ Tennyson phía nam. Nó là một loài đất ngập nước dưới đất phát triển bên lề của các hồ và suối.